# Трубетчино (Саратовская область)
Трубетчино — село в Турковском районе Саратовской области. Входит в состав Каменского сельского поселения.

## География
Находится на правом берегу реки Хопёр примерно в 6 км к северу от районного центра, посёлка Турки.

## Уличная сеть
В селе 13 улиц: Дачная, Дачный пер., Курортная, Нагорная, Новая, Приовражная, Приовражный пер., Прихопёрская, Рабочая, Садовая, Спортивная, Центральная, Школьная.

## История
Село Трубетчино (ранее Никольское), образовано в 17 веке князем И.Ю Трубецким переселившим в эти места крестьян из Ярославской, Нижегородской, Рязанской губерний..